# 3段階正典化説
3段階正典化説（さんだんかいせいてんかせつ）とは、ユダヤ教とキリスト教の正典である聖書正典が三段階にわたって正典化されたとする説。1891年コーニルによって唱えられた。

## 概説
キリスト教における聖書の正典化は、先に新約聖書について起こったとする。2世紀前半から4世紀にかけて議論がおこり、4世紀半ばにはほぼ確立する。しかしいくつかの文書の正当性について争いがあり、正式な正典化は10世紀においてなされたとされる。

### 新約聖書
新約聖書の正典化は2世紀から4世紀にかけてなされた。正典としての新約聖書の結集は、4福音書・使徒行伝、13のパウロ書簡から始まり、『ヨハネの黙示録』を2世紀末に加え、その一部については議論のあった公同書簡7つを最終的にすべて認める形で進行した。新約聖書の範囲が事実上確定するのは4世紀後半であり、397年のカルタゴ教会会議 (Councils of Carthage) において西方教会においては正式に承認された。
正教会においては事実上の確定すら10世紀頃であり、なおも決定していないという立場もある。また、カルケドン公会議に属さないいわゆる東方正統教会においては、27より少ない文書のみを正典とするシリア教会から、35以上の新約諸文書を正典とするコプト正教会・アビシニア（エチオピア）正教会まで幅広い見解がある。
正典（カノン）という語自体の出現は遅く、正典化の最後の時期、4世紀ごろになる。それより以前には、「新約」（新しい契約）という語が、旧約聖書と関連づけて2世紀頃から用いられていた。ただしこの時代の論者でもクレメンスはそもそも「新約」という概念をもたず比較的自由にキリスト教文書を用いており、その弟子オリゲネスなどは現在は聖書に含めない文書を聖書と同等に用いている。
キリスト教において聖書の正典化を最初に試みたのは2世紀前半のマルキオンである。旧約聖書をすべて廃し、『ルカによる福音書』とパウロ書簡のみを正典とするその聖書を「マルキオン聖書」と呼ぶ。マルキオンに対し、キリスト教内部からは反論があり、その議論のなかから、新約聖書の範囲を確定する動きが生じてくる。また1世紀から教会内にひろまりつつあったグノーシス主義は大量の文書を著し、それに対抗する理論的な基盤ももとめられていた。
正統教会において正典としての新約聖書に最初に言及したのはエイレナイオスであった。180年ごろのことである。新約聖書の範囲についての主な言及は、ほかに2世紀末から3世紀のテルトゥリアヌス、筆者不明の『ムラトリ断片』に示された正典表、3世紀のオリゲネス、4世紀のエウセビオス、アタナシオス（367年復活祭書簡）に見られる。アタナシオスの書簡は現在新約聖書として知られる27文書すべてを挙げている。この基準が397年のカルタゴ教会会議において正式に承認された。
オリゲネスとエウセビオスは地域によって新約聖書の範囲に異動があったことを記している。今日聖書学がパウロのものではないと認める『ヘブライ人への手紙（ヘブル）』は、パウロ書簡ではないということを理由に、西方教会を中心にいくつかの教会では受け入れられていなかった。公同書簡のうち『ペトロの手紙一』と『ヨハネの手紙一』は早い時期に正典化されたが、残る5書簡は長く議論のまととなった。しかしこれらも最終的に新約聖書の中に数えられた。
正典化の過程で重視されたのは、「使徒性」であった。2世紀末から3世紀初めに西方教会で成立したと推定される文献、通称「ムラトリ断片」は、現在の新約聖書とほぼ同じ構成を持つ新約聖書の範囲を示し、それぞれの文書を使徒またはその追随者に帰し、そのことをもって文書を権威付けようとした。この過程で、いくつかの文書は偽書として退けられた（例：パウロの手によるものとして書かれている『ラオディキア人への手紙』）。また使徒以後の世代に位置する教父たちの文書（例：『ヘルマスの牧者』）は、有益なものとして推奨される一方、聖書には属さないものとされた。その一方で、筆者不明の文書が使徒に帰せられ、あるいは書き手が使徒であると自称するいくつかの文書が留保された。
カルタゴ教会会議の決定は5世紀に西方を中心に教会全体に承認されていった。しかし、問題が完全に解決したわけではなく、『ヘブライ人への手紙（ヘブル）』『ヨハネの黙示録』を含めるかどうか、『バルナバの手紙』を除外するかどうかがその後もしばらく議論のまととなった。
最後まで残った問題は『ヨハネの黙示録』の扱いである。伝統的に使徒ヨハネに帰されてきた、おそらくは1世紀末に著されたこの文書は、西方では比較的早くから正典の一部として受け入れられた。しかし終末論があまり浸透しなかった東方では、『ヨハネの黙示録』の正典性についてたびたび疑問が提示された。10世紀に至り、正教会は『ヨハネの黙示録』を正典の一部として最終的に受け入れ、新約聖書27文書の範囲がカルケドン信条を受け入れる東西教会のキリスト教全体に共通のものとして確立した。（すでに述べたように東方正統正教会等はこの限りではない。）
西方では、ルターの宗教改革の影響で、16世紀から17世紀にかけて、正典の公式な定義が行われた。カトリック教会では1546年のトリエント公会議において聖書の正典・外典の定義が再確認された。プロテスタント教会でも17世紀の中盤に同じ27文書を正典と認めている。

### 旧約聖書
旧約聖書とりわけモーセ五書の正典性については、キリスト教はユダヤ教を出自としているためほとんど疑われることがなかった。ただしユダヤ教と異なり、16世紀までのキリスト教はみな七十人訳聖書に基づく旧約聖書の構成を採用していた。16世紀の宗教改革以降、マルティン・ルターの聖書翻訳をきっかけとし、旧約聖書の個々の文書の正典性が改めて問われた。その結果、カトリック教会や正教会は七十人訳聖書に含まれていた文書を正典（第一、第二の区別をつけて）とすることを正式に定めた。これに対し、聖公会およびプロテスタント教会はマソラ本文に含まれる文書（上記の第二正典を除く）のみを正典と認めている。
「旧約」と総称されたユダヤ教文書が、キリスト教にとっての正典であること、つまり聖書の一部をなすこと自体は、マルキオンなどの一部の例外的な理論家を除けばキリスト教のなかで疑われたことはなかった。一部の理論家は七十人訳聖書にあるいくつかの書を正典からは除外した。たとえばアタナシオスは旧約の範囲として、ほぼマソラ本文と同じものを挙げ、『エステル書』や『知恵の書』などを読むべきではあるが正典化されているわけではない書物として挙げている。しかし伝統的なキリスト教は七十人訳聖書の構成を尊重した。
16世紀になると、ルターは旧約聖書翻訳時にマソラ本文を用いたことで、ユダヤ教と当時のキリスト教の旧約聖書の構成の差異に気づき、ユダヤ教における正典と外典の区別をキリスト教にそのまま移入した。このため、今日プロテスタントと他の諸教派の間にみられる旧約聖書の構成の差異が生じた。
旧約聖書の39巻と新約聖書27巻が、「正典」として教会により受け入れられているのは、これら66巻が聖霊による霊感によって記述されたかどうかの基準で測られ、その基準に合うと認められたからに他ならない。また、そのような基準に合格した書として、聖書の66巻は、教会において「信仰と実践の唯一の規範」とされている。
旧約時代と新約時代の中間時代に記されたユダヤ教の文献のいくつかは、歴史的には価値があると考えられるが、内容的に霊感によって記述されたのではないと判断されるので、プロテスタント教会・諸教派では、これらを「外典」と呼んで「正典」的文書とは区別している。カトリック教会では「第二正典」と言う表現を用いて、「正典」により近いものとして受け入れている。日本聖書協会発行の新共同訳では、プロテスタント教会用と、カトリック教会用と二つの版を違えて別々に出版しているが、そのカトリック版には、プロテスタント諸派が「外典」と呼ぶ幾つかの文献が「旧約聖書続編」として収録されている。